# Panjagān

Le Panjagān était soit une arme à projectile, soit une technique de tir à l'arc utilisée par l'armée sassanide, par laquelle une volée de cinq flèches était tirée. Aucun exemplaire de ce dispositif n'a survécu, mais il est évoqué par des auteurs islamiques ultérieurs, en particulier dans leur description de la conquête perse du Yémen, où l'emploi du panjagān, inconnu des adversaires, aurait été le facteur décisif de la victoire perse.

## Nom
Le nom de panjagān (qui signifie « quintuple » en moyen persan) a été reconstruit à partir de ses formes arabisées enregistrées par les auteurs islamiques Al-Tabari (بنجكان : banjakān, فنجقان : fanjaqān), Al-Jahiz et Al-Maqdisi (فنرجان : fanrajān). Le mot banjakiyya (بنجكية, « une volée de cinq flèches »), mentionnée par Al-Jawaliqi, est de même origine.

## Histoire

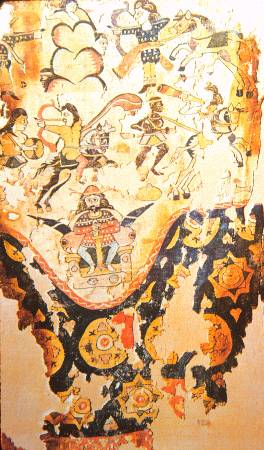
Textile médiéval représentant des archers perses combattant les Éthiopiens au Yémen. L'historien musulman Al-Tabari note que les Éthiopiens, vaincus, n'étaient pas familiers du panjagān.

Al-Tabari rapporte l'utilisation du panjagān par l'armée sassanide lors de sa campagne du Yémen (en) contre les Aksoumites d'Éthiopie, notant que ces derniers ne l'avaient jamais rencontré auparavant. L'auteur y fait également allusion dans sa description de l'assaut des asāwira perses (descendants de la cavalerie lourde aswārān sassanide) qui tua Mas'ud ibn Amr, le gouverneur de Bassora, en 684 après JC, lors de la deuxième guerre civile islamique. Alors que l'avancée de la cavalerie asāwira, forte de 400 hommes, était stoppée par des lanciers aux portes de Bassora, le commandant perse Māh-Afrīdūn ordonna à ses hommes de tirer avec des « fanjaqān », ce qui leur permit de décocher « 2 000 flèches d'un coup », forçant les lanciers ennemis à battre en retraite,,.

## Analyse
A. Siddiqi avance que le panjagān pouvait désigner une flèche à cinq pointes/cinq barbelés, mais l'historien C. E. Bosworth considère cette interprétation comme étant peu probable. Bosworth suggère que le terme se réfère à une technique militaire de tir rapide de cinq flèches successives. Cependant, l'analyse de la terminologie militaire moyen-perse par Ahmad Tafazzoli suggère qu'il s'agissait en fait d'une arme, probablement un type d'arbalète.
Selon l'historien Kaveh Farrokh (en), l'utilisation du panjagān permettait à l'archer de tirer avec plus de vitesse, de volume et de concentration, créant ainsi une « zone mortelle » dans la zone de retombée des flèches. Cette technique a peut-être été développée dans le cadre des guerres contre les Göktürks et les Hephtalites (en), deux peuples connus pour leurs cavaliers agiles.